# George R. Price
George Robert Price (Nueva York, 6 de octubre de 1922 - Londres, 6 de enero de 1975) fue un estadounidense especialista en genética de poblaciones. Originalmente un físico-químico y más tarde un periodista científico, se trasladó a Londres en 1967, donde trabajó en el Laboratorio Galton en temas relacionados con la Biología matemática, haciendo tres contribuciones importantes: en primer lugar, reordenando el trabajo de William Donald Hamilton sobre la selección de parentesco con una nueva ecuación de Price; en segundo lugar, la introducción junto a John Maynard Smith del concepto de la estrategia evolutivamente estable (ESS), un concepto central en la teoría de juegos y, en tercer lugar con la formalización del teorema fundamental de Fisher de la selección natural. Después de convertirse al cristianismo y de entregar todas sus posesiones a los pobres, se suicidó.

## Primeros años
Price nació en 1922. Su padre, un electricista, murió cuando él tenía cuatro años de edad. Su madre era una excantante de ópera, y la familia luchó por sobrevivir en la Gran Depresión. Después asistió a la prestigiosa Stuyvesant High School, en Nueva York, Price se graduó con una licenciatura en química de la Universidad de Chicago en 1943 y recibió su doctorado en el tema de la misma institución en 1946. En 1947 se casó con Julia Madigan, pero su relación es conflictiva porque George era ateo mientras que su esposa era una católica ferviente. Se divorciaron en 1955, después de haber tenido dos hijas, Annamarie y Kathleen.

## Carrera profesional
Entre 1946 y 1948, Price fue profesor de química en la Universidad de Harvard y asesor del Laboratorio Nacional Argonne. Más tarde, trabajó como investigador asociado de medicina en la Universidad de Minnesota, estudiando, entre otras cosas, la microscopía de fluorescencia y la perfusión del hígado. En 1955 y 1956, publicó dos artículos en la revista Science que critican las afirmaciones pseudocientíficas de la percepción extrasensorial.
Continuando con el periodismo científico, trató de escribir un libro titulado No Easy Way sobre Estados Unidos y la guerra fría con la Unión Soviética y la República Popular de China, pero se quejó de que "el mundo ha ido cambiando más rápido de lo que podía escribir sobre ello", por lo que el libro nunca fue terminado.
De 1961 a 1967, Price fue contratado por IBM como consultor en procesamiento de datos gráficos. En 1966 recibió tratamiento por cáncer de tiroides, la operación fue exitosa pero para extirpar el tumor se le dejó su hombro parcialmente paralizado y dependiente de Hormona tiroidea. Con el dinero de su seguro médico, se trasladó al Reino Unido para iniciar una nueva vida en noviembre de 1967.
William Donald Hamilton no pudo recordar cuándo Price contactó con él, pero dice que Price había leído 1,964 artículos de Hamilton acerca de la selección de parentesco, y sin formación en genética de poblaciones o estadísticas ideó la Ecuación de Price, una ecuación de covarianza que genera el cambio en la Frecuencia alélica de una población.

## Publicaciones relevantes
- Price, G.R. (1955). «Science and the supernatural». Science 122 (3165): 359-367. Bibcode:1955Sci...122..359P. JSTOR 1750914. doi:10.1126/science.122.3165.359.
- Price, G.R. (1956). «Where is the definitive experiment?». Science 123 (3184): 17-18. Bibcode:1956Sci...123...17P. JSTOR 1750107. doi:10.1126/science.123.3184.17.
- Price, G.R. (1970). «Selection and covariance» (PDF). Nature 227 (5257): 520-521. Bibcode:1970Natur.227..520P. PMID 5428476. doi:10.1038/227520a0.
- Price, G.R. (1971). «Extension of the Hardy—Weinberg law to assortative mating». Annals of Human Genetics 34: 455-458. doi:10.1111/j.1469-1809.1971.tb00259.x.
- Price, G.R. (1972a). «Extension of covariance selection mathematics». Annals of Human Genetics 35: 485-490. PMID 5073694. doi:10.1111/j.1469-1809.1957.tb01874.x.
- Price, G.R.; Smith, C.A.B. (1972b). «Fisher's Malthusian parameter and reproductive value». Annals of Human Genetics 36: 1-7. PMID 4656765. doi:10.1111/j.1469-1809.1972.tb00577.x.
- Price, G.R. (1972c). «Fisher's fundamental theorem made clear». Annals of Human Genetics 36: 129-140. PMID 4656569. doi:10.1111/j.1469-1809.1972.tb00764.x.
- Maynard Smith, J.; Price, G.R. (1973). «The logic of animal conflict». Nature 246 (5427): 15-18. Bibcode:1973Natur.246...15S. doi:10.1038/246015a0.
- Price, G.R. (1995). The nature of selection. Journal of Theoretical Biology 175:389-396 (written circa 1971)
- Harman, Oren. (2010). The Price of Altruism: George Price and the Search for the Origins of Kindness, Bodley Head. ISBN 978-1-84792-062-1